# Rabigh
Rabigh (arab. رابغ) – miasto położone w saudyjskiej prowincji Mekka. Według spisu ludności z 2010 roku liczyło 55 304 mieszkańców. Ośrodek przemysłowy. Do początków XVII wieku nazywane Al-Johfa.